# Stenhouse and Carron Parish Church
Die Stenhouse and Carron Parish Church, ehemals McLaren Memorial Church oder Stenhouse Parish Church, ist eine Kirche der presbyterianischen Church of Scotland in der schottischen Stadt Stenhousemuir in der Council Area Falkirk. 1987 wurde das Bauwerk in die schottischen Denkmallisten in der höchsten Kategorie A aufgenommen. Die Kirche ist noch als solche in Verwendung.

## Geschichte
Im Rahmen der Feierlichkeiten zum 50. Dienstjubiläum des Pfarrers John McLaren, welcher den Parish Larbert and Dunipace leitete, wurde die Errichtung einer neuen Kirche beschlossen, um der steigenden Bevölkerungszahl im Osten des Parish Rechnung zu tragen. Der Großgrundbesitzer George Sherriff of Stenhouse and Carronvale stellte der Kirche eine Fläche zum Bau des neuen Hauses zur Verfügung. Die Kirche wurde zwischen 1897 und 1899 nach einem Entwurf des bedeutenden Architekten John James Burnet erbaut und wurde zunächst McLaren Memorial Church genannt. Die Gesamtkosten betrugen rund 6000 £. Im Jahre 1904 wurde die Kirche zur Pfarrkirche des neugebildeten Parish Stenhouse ernannt und hieß bis 1963 Stenhouse Parish Church. In diesem Jahr verschmolz die Gemeinde mit dem Nachbarparish Carron zum Stenhouse and Carron Parish, woraufhin der Name der Kirche entsprechend angeglichen wurde.

## Beschreibung
Die Stenhouse and Carron Parish Church liegt im Zentrum Stenhousemuirs an der Kreuzung zwischen Church Street und Sherriff Lane. Stilistisch weist die Kirche Motive verschiedener architektonischer Strömungen auf, darunter die gotische und romanische Architektur und die Arts-and-Crafts-Bewegung. Insbesondere die romanischen Details stammen teilweise aus einer Überarbeitung in den Jahren 1905 bis 1907. Im Westen ragt der quadratische Glockenturm auf. Er ist mit zwei Rundbogenfenstern je Gebäudeseite ausgestattet. Darüber kragt eine Brüstung mit angedeuteten Scharwachttürmen aus. Er schließt mit einem Pyramidendach ab. An der Südwestseite tritt das Treppenhaus halboktogonal heraus. Die Fenster entlang des angrenzenden Kirchenschiffs sind auf fünf vertikalen Achsen angeordnet. Mit Ausnahme der ersten Achse, handelt es sich jeweils um Zwillings-Spitzbogenfenster. Wie auch die Gebäudekanten sind alle Öffnungen mit rotem Sandstein abgesetzt. Die Fassaden sind mit Harl verputzt.